# Chiesa di Santa Maria e San Pietro Apostolo
La chiesa di Santa Maria e San Pietro Apostolo è la parrocchiale di Pedaso, in provincia di Fermo e appartenente all'omonima arcidiocesi.

## Storia

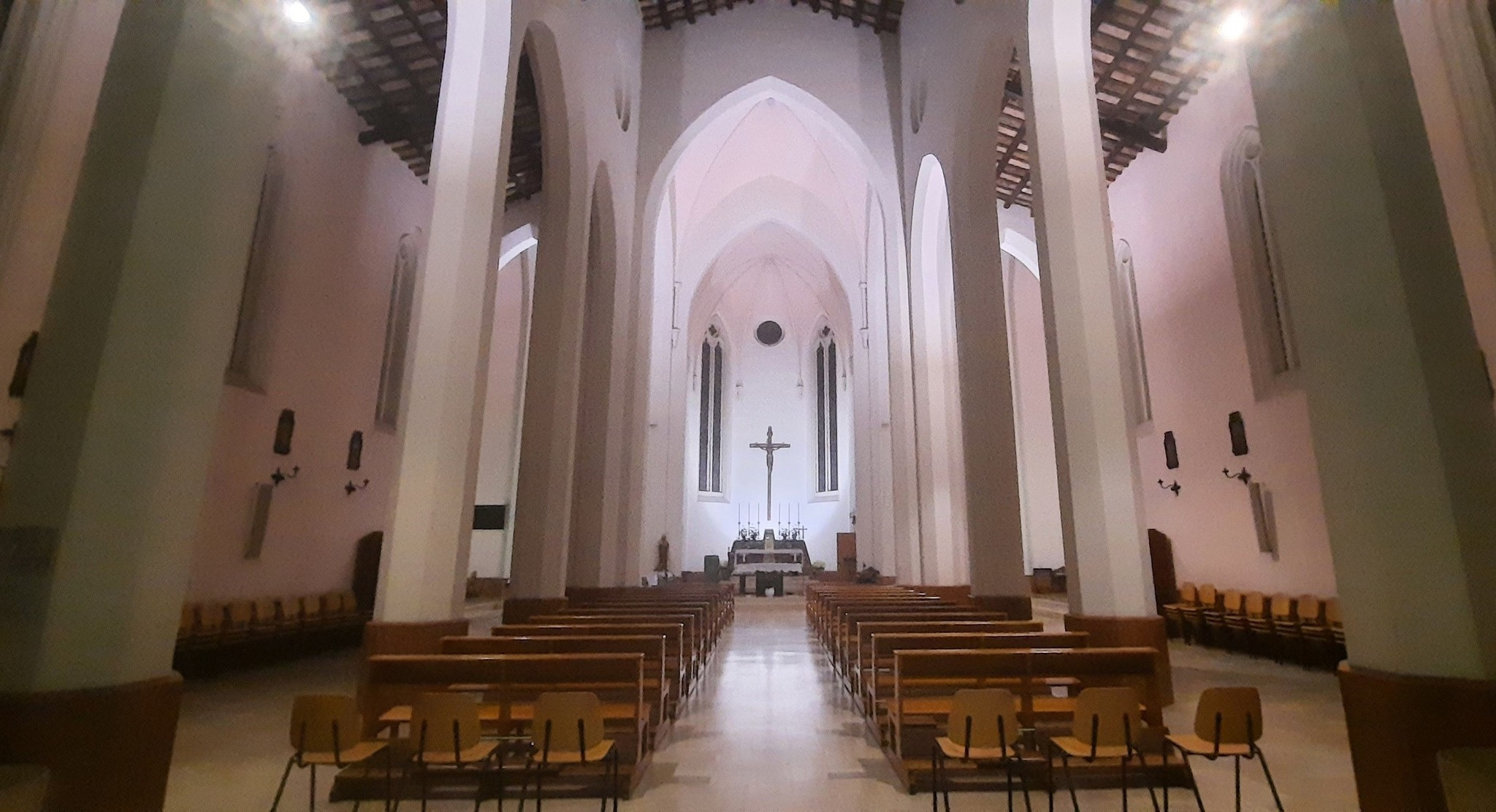
L'interno della chiesa.

Fino ai primi anni del XX secolo le celebrazioni eucaristiche a Pedaso si tenevano in quella che era allora l'unica pieve paesana, comunemente nota come "la Chiesolina". Edificata tra il 1795 e il 1797 sulle basi di un edificio religioso di epoca medioevale, intitolato alla Santa Croce. I lavori per la costruzione della nuova chiesa neogotica iniziarono nel 1897 su progetto dell'ingegnere Fagioli, per concludersi verso la fine degli anni venti del Novecento; con riproduzioni di forme e stili duecenteschi. L'erezione di quest'ultima, più grande e spaziosa, comportò l'abbandono e la successiva chiusura al culto della Chiesolina, la quale subì un progressivo degrado. È stata restituita alla popolazione nel 2007, dopo un lungo restauro ad opera della Sovrintendenza; volto soprattutto a recuperarne le decorazioni pittoriche.

## Descrizione

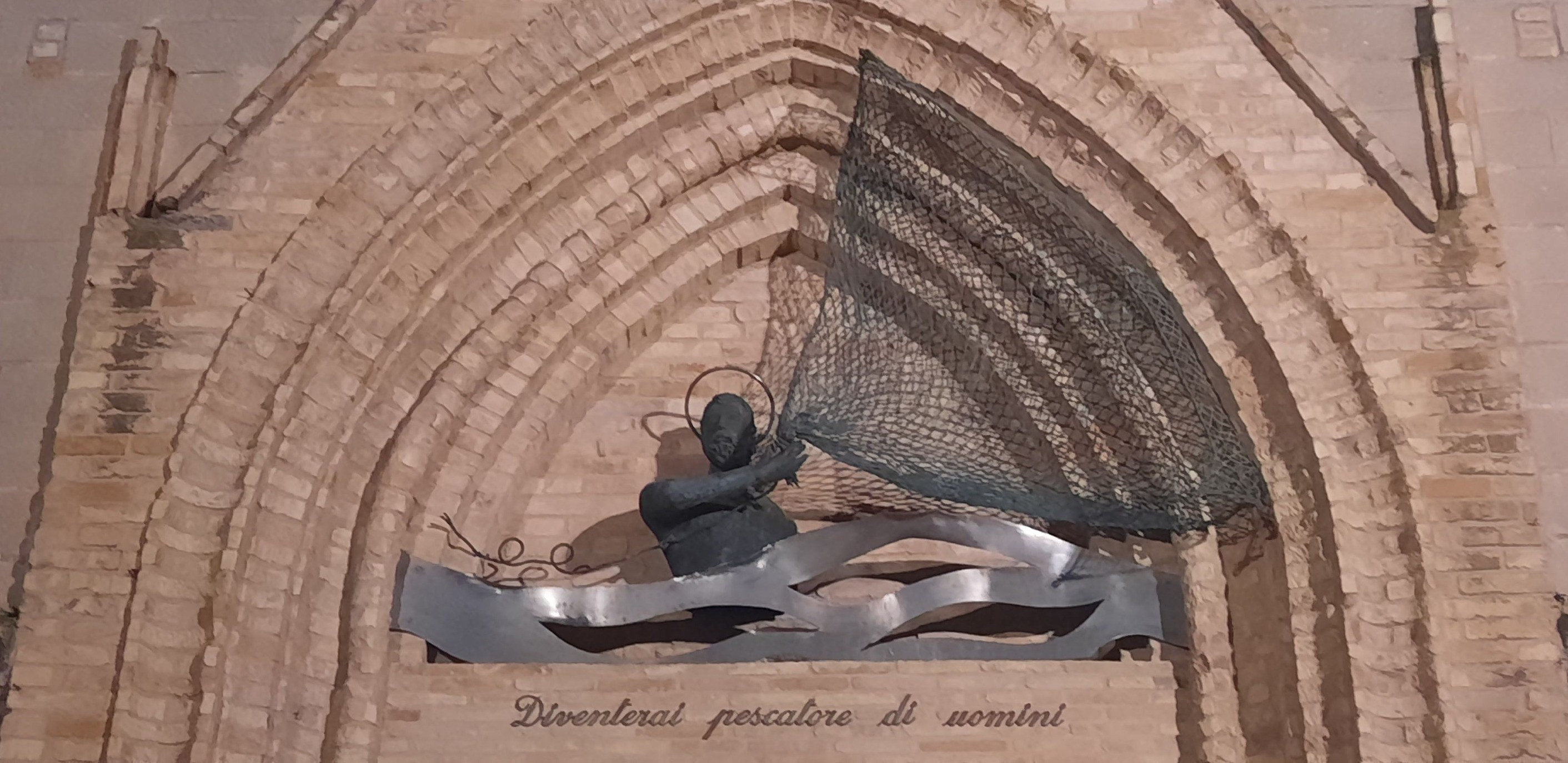
La lunetta sopra il portale d'ingresso.

La chiesa attuale sorge al centro del paese in piazza Roma, lungo la principale arteria stradale cittadina; di fronte alla scuola primaria "Don Milani" e al monumento ai Caduti. Originariamente intitolata soltanto a Santa Maria, venne successivamente consacrata anche al patrono San Pietro Apostolo. In memoria del borgo marinaro pedasino e della tradizione locale della pesca; alla quale è dedicata la lunetta sopra il portale d'ingresso rivolta ai pescatori di uomini, alla pari di Simon Pietro stesso.
L'imponente facciata presenta un elegante rosone, mentre l'interno è suddiviso in tre navate; con un impianto a croce latina, circondato da vetrate policrome raffiguranti scene della vita di Gesù e santi. Sull'altare maggiore svettano sei grossi candelieri, sovrastati da un grosso Crocifisso. Affiancati all'abside si trovano l'organo Pinchi, recentemente restaurato, e un artistico trono della Madonna Addolorata. Le due cappelle laterali accolgono le statue del patrono, a sinistra, e del Sacro Cuore di Gesù, a destra.
Nella sagrestia è custodita l'opera di maggior pregio: una Sacra Famiglia con San Giovannino del 1750, attribuita a Filippo Ricci.